# Açoiaba
Açoiaba (do tupi antigo aso'îaba) é um capuz ou manto de penas usado por alguns povos ameríndios durante as festas.
Os açoiabas de penas de guarás utilizados em rituais, como o de antropofagia, pelos índios tupinambás, são grandes exemplos da arte plumária indígena brasileira, principalmente do período inicial da colonização do Brasil. Entretanto, todos exemplares sobreviventes desses mantos, localizam-se atualmente em museus estrangeiros. 
Em junho de 2023, o museu Nacional da Dinamarca, localizado em Copenhague, prometeu devolver um dos mantos que está sob a sua posse desde o século XVII. Segundo informações do museu Nacional da Dinamarca, o manto pode ser transferido a partir de maio de 2024.

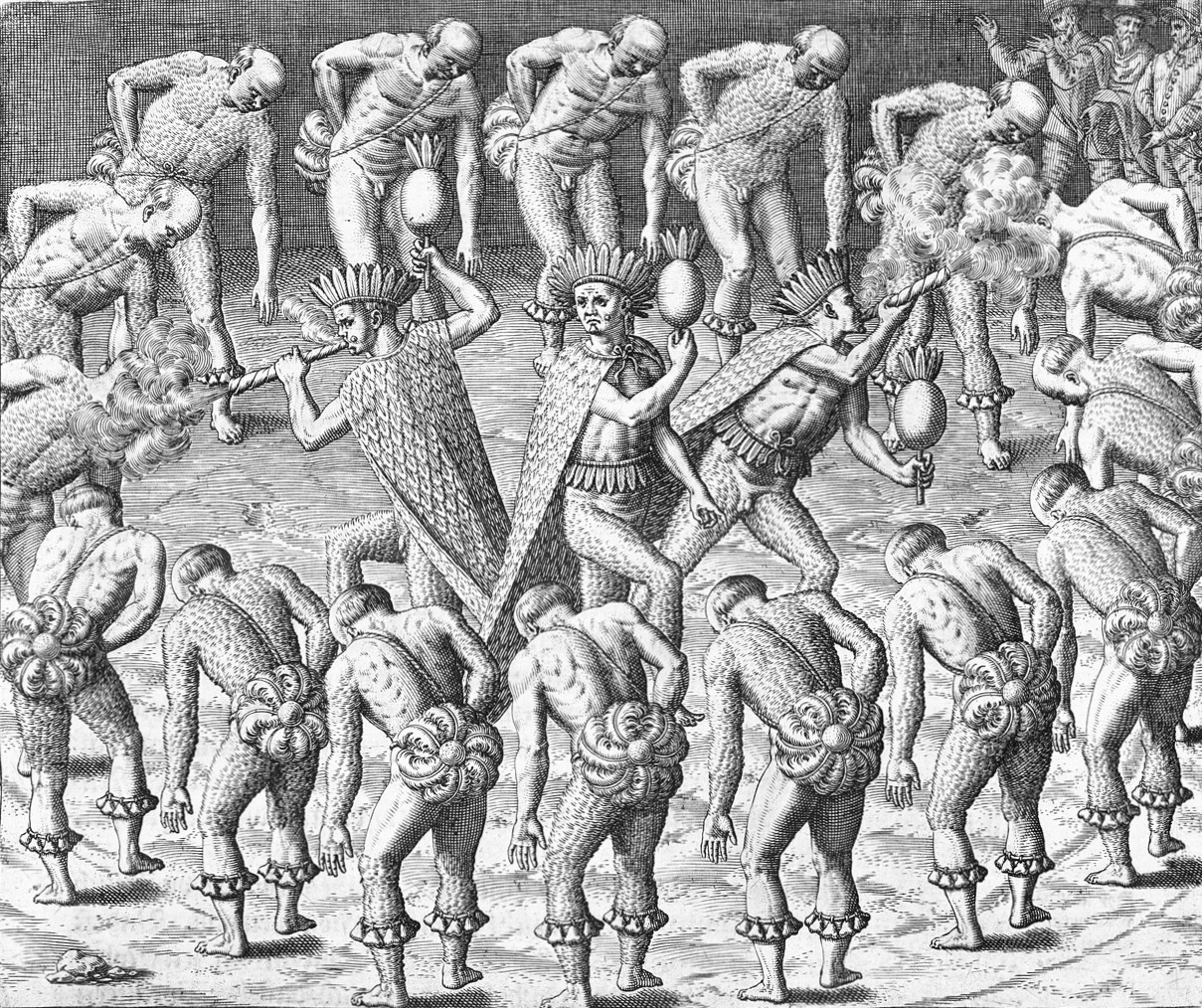
Gravura do século XVI mostrando índios tupinambás usando açoiabas. Gravura de Théodore de Bry.

## Influência na toponímia
O termo tupi antigo gerou o atual topônimo Araçoiaba, que significa "manto de penas de guarás" (ûará, guará e aso'îaba, manto de penas).